# Rotter Gizella
Rotter Gizella, Rotter Gizella Anna (Fegyvernek, 1864. augusztus 12. – Rákosszentmihály, 1947. augusztus 26.) énekesnő (szoprán).

## Pályafutása
Rotter Ferenc vasúti hivatalnok és Limburszky Borbála leányaként született. Nagyváradon tanult, majd elvégezte a Színészeti Tanodát. 1884. szeptember 1-től 1903. szeptember 30-ig a Magyar Királyi Operaház elsőrendű tagja volt, Liszt Ferenc Szent Erzsébet legendája című oratóriumának címszereplője. 1884 júniusában az operai tanfolyamon vizsgázott, ahol a következő kritikát kapta: 
Gyönyörű színpadi alakja, szabályos, kifejezésteljes arca, szép csengésű terjedelmes és moduláció-képes orgánuma, mely minden rétegében egyforma erősen hangzik, olyan előnyök, amelyeket ritkán találunk énekesnőben egyesítve.
Mager Károly császári és királyi százados, lovassági kapitány vette nőül 1894. július 15-én a törökbálinti római katolikus templomban. Halálát agyvérzés okozta.

## Fontosabb szerepei
- Pamina (Mozart: A varázsfuvola)
- Éva (Wagner: A nürnbergi mesterdalnokok)
- Agata (Carl Maria von Weber: A bűvös vadász)
- Grófnő (Mozart: Figaro lakodalma)
- Mara (Erkel Ferenc: Brankovics György)
- Margaréta (Charles Gounod: Faust)